# Julius Saaristo
Juho Julius Saaristo (né le 21 juillet 1891 à Tampere et mort le 12 octobre 1969 à Tampere) est un athlète finlandais spécialiste du lancer de javelot. 

## Carrière
Élève de l’École industrielle de Tampere (1909–1912) puis étudiant en génie mécanique et en électromécanique au Technicum de Mitweida et de Strelitz en Allemagne (1912-1915), il s'engage comme volontaire dans le 27e bataillon des Jägers finlandais en 1915 : ces unités de partisans opposés à la russification de la Finlande sont armées et entraînées par l'Empire allemand pour affaiblir la Russie. Saaristo combat à la bataille de la rivière Misa et à la bataille du golfe de Riga. Le 25 février 1918, il rentre en Finlande comme officier et prend part à la Guerre civile. Militaire de carrière, il reprend le combat contre les Soviétiques dans la Guerre d'Hiver en 1939 et est mis en retraite à l'Armistice de Moscou à la fin de l'année 1944. Quoiqu'il n'ait jamais été fumeur, il mourra d'un cancer de la gorge,.

### Palmarès
| Date | Compétition           | Lieu      | Résultat | Épreuve                        | Performance |
| ---- | --------------------- | --------- | -------- | ------------------------------ | ----------- |
| 1912 | Jeux olympiques d'été | Stockholm | 1er      | Lancer de javelot à deux mains | 109,42 m    |
| 1912 | Jeux olympiques d'été | Stockholm | 2e       | Lancer de javelot              | 58,66 m     |
| 1920 | Jeux olympiques d'été | Anvers    | 4e       | Lancer de javelot              | 62,395 m    |